# السيالة
السيّالة: (كسحابة بفتح أوله، وتخفيف ثانيه، وبعد اللام هاء): قرية ومحطة قوافل قديمة اندثرت وحلت محلها قرية الفريش، وتبعد السيالة عن المدينة تسعة وعشرين ميلاً (40 كم)، وهي أرض يطؤها طريق الحاج إلى مكة، وبين السيالة وملل سبعة أميال، وملل أدنى إلى المدينة، مر بها تبع بعد رجوعه من قتال أهل المدينة وواديها يسيل فسمّاها السيالة، والسيالة لولد الحسن بن الحسن، وقال اليعقوبي: وإلى السيالة وبها قوم من ولد الحسن بن علي بن أبي طالب.

## التسمية
قال ابن الكلبي: مرّ تُبّع بها، بعد رجوعه من قتال أهل المدينة، وبها واد يسيل؛ فسمّاها السيالة. وكذا قاله ابن السكيت.
والسيالة تقع على الطريق إلى مكة، واستمر هذا الطريق عبر مئات السنين ينتقل عبره الحجاج والمعتمرون والتجار، وكانت السيالة هي المرحلة الأولى للذاهب إلى مكة من المدينة، لقد مرّ عليها الرسول صلى الله عليه وسلم في السنة الثانية من الهجرة وهو متوجه بأصحابه إلى بدر، كما مرّ عليها في غزوته لبني لحيان سنة ست من الهجرة، وفي غزوة الحديبية وحجة الوداع أصبح النبي صلى الله عليه وسلم بملل وتعشى بالسيالة.
قال الأسدي: وبين السيالة والروحاء أحد عشر ميلاً، وبينها وبين ملل سبعة أميال، وعلى ميل منها عين، والجبل الأحمر الذي يسرة الطريق حين يخرج من السيالة يقال له ورقان، قال ابن الكلبي: مرّ تُبّع بها بعد رجوعه من قتال أهل المدينة، وبها واد يسيل؛ فسمّاها السيالة، وكذا قله ابن السكيت، وإلى الغرب من السيّالة على بعد ميل واحد فقط استطاع أبناء عبد الله بن الحسن بن الحسن بن علي بن أبي طالب أن يصلحوا عيون سويقة حتى أصبحت مكاناً شهيراً بأنواع التمور وغيره، كما استطاع عبد الله بن الحسن أن يصلح البثنة الواقعة شمال سويقة، وأجرى فيها العيون وأسكنها بعض عبيده وخدمه لاستصلاح الأرض، 
ونتيجة لموقع السيالة المتوسط بين أراضي القبائل المحيطة بها، ولأنها أول مرحلة للمسافرين إلى مكة، وآخر مرحلة للقادمين إلى المدينة، كل ذلك أعطاها أهمية إدارية وتجارية، قال ابن هرمة في وصف تلك الأماكن: 
وسويقة تسمى عين سويقة وفيها بركة سويقة ما تزال آثارها باقية حتى الآن، وتسمى سويقة الطالبيين وسويقة الهاشميين، وهي قرب حزرة وجبل عدنه إلى الجنوب منها.
قلت: السيالة على قرب من سويقة المدينة وحزرة.